# تشاونسي بانجز
تشاونسي بانجز هو متزلج فني كندي، ولد في 28 فبراير 1901 في أوتاوا في كندا، وتوفي في 27 يناير 1942.

## وصلات خارجية
- تشاونسي بانجز على موقع أوليمبيديا (الإنجليزية)